# チュースケとチュータ
チュースケとチュータ（Pixie and Dixie）は、ハンナ・バーベラが制作し、1958年から1961年にかけて放送されたアメリカ合衆国のテレビアニメ。
毎回、「チュースケ」と「チュータ」の二匹のネズミが、ドラネコの「ドラ」と様々な「追い掛け」などの騒動を描く作品。

## 日本での放送
NET（現：テレビ朝日）開局してすぐの1959年2月から1961年12月まで、中断を置きながら放送されていた『珍犬ハックルシリーズ』内の1本として放送（詳細は珍犬ハックル#地上波テレビを参照）1990年にはビデオがピクシー＆ディクシーのタイトルで発売された。21世紀では過去に、カートゥーン ネットワークで放送されたことがある。

## 主なキャラクター
チュースケ
声 - 高橋和枝（TV版）、山本圭子（VHS版）
オリジナルではピクシー、青い蝶ネクタイをしたネズミ。
チュータ
声 - 渋沢詩子（TV版）、白石冬美（VHS版）
オリジナルではディクシー、赤いベストを着たネズミ。
ドラ
声 - 不明（TV版）、青野武（VHS版）
オリジナルではジンクス、二匹を捕まえようとするドラネコだが、いつも酷い目に合わされる。回によっては勝利した回もある。